# Danijel Živković
Danijel Živković, cyr. Данијел Живковић (ur. 15 sierpnia 1987 w Pljevlji) – czarnogórski polityk, prawnik i samorządowiec, deputowany, przewodniczący Demokratycznej Partii Socjalistów Czarnogóry.

## Życiorys
Ukończył szkołę średnią w rodzinnej miejscowości, a następnie studia prawnicze na Uniwersytecie Czarnogóry w Podgoricy. Pracował w administracji gminy Pljevlja i kopalni węgla kamiennego w tej gminie. Zaangażował się w działalność polityczną w ramach Demokratycznej Partii Socjalistów Czarnogóry, obejmował różne funkcje w jej strukturach lokalnych i krajowym. W 2014 zasiadał w zgromadzeniu miejskim w Pljevlji.
W 2017 objął mandat posła do Zgromadzenia Czarnogóry. Był wybierany na deputowanego na kolejne kadencje w 2020 i 2023.
W 2020 powołany na przewodniczącego frakcji poselskiej socjalistów. W kwietniu 2023 został tymczasowym przewodniczącym DPS, gdy z kierowania partią po przegranych wyborach prezydenckich zrezygnował Milo Đukanović. W styczniu 2024 wybrano go na nowego przewodniczącego partii.